# François Joseph Wicardel de Fleury et de Beaufort
François Joseph Wicardel, markiz de Fleury et de Beaufort (zm. 1735) saski polityk i dyplomata.
Wywodził się ze sfrancuszczonej  szlachty sabaudzkiej. Przeszedł na służbę Saksonii, gdzie został członkiem Tajnego Gabinetu. Jego protektorem był Pietro Roberto Taparelli, hrabia Lagnasco. Razem stworzyli silną grupę włoską w ramach warstwy politycznej Elektoratu Saksonii. François Joseph Wicardel de Fleury nie znał nawet dobrze języka niemieckiego, mimo to pełnił przez pewien czas funkcję posła saskiego przy wiedeńskim dworze cesarskim.
Po śmierci J.H. Flemminga w 1728 uznano, że każdemu z departamentów Tajnego Gabinetu (SZ i SW)  ma przewodzić po dwóch ministrów. Departament spraw zagranicznych przejęli wspólnie Ernst Christoph von Manteuffel i  François Joseph Wicardel de Fleury. Pierwszy minister Karl Heinrich von Hoym, który nastał po Flemmingu wspierał Fleury'ego w jego mocno profrancuskim kursie politycznym, na złość proaustriackiemu Manteufflowi, który w 1730 ustąpił, a na jego miejsce wszedł Pietro Roberto Taparelli, hrabia Lagnasco. François Joseph Wicardel nie umaił jednak zbyt dobrze prowadzić pracy gabinetu i jak tylko upadł Karl Heinrich von Hoym (1731), upadł także i on.
Od roku 1725 do 30 października roku 1731 pełnił funkcję pierwszego ministra Saksonii.